# Свијенча
Свијенча је насељено место у Босни и Херцеговини у општини Коњиц у Херцеговачко-неретванском кантону које административно припада Федерацији Босне и Херцеговине. Према попису становништва из 1991. у насељу је живјело 116 становника.

## Географија
Налази се у кањону реке Љуте, између планина Височице и Трескавице. Најближе веће насеље је Калиновик у РС. Међуентитетска граница са РС се налази десетак км према истоку.
По последњем службеном попису становништва из 1991. године, у насељу Свијенча живело је 116 становника. Сви становници су били Муслимани. Муслимани се данас углавном изјашњавају као Бошњаци.